# Joakim Ekberg

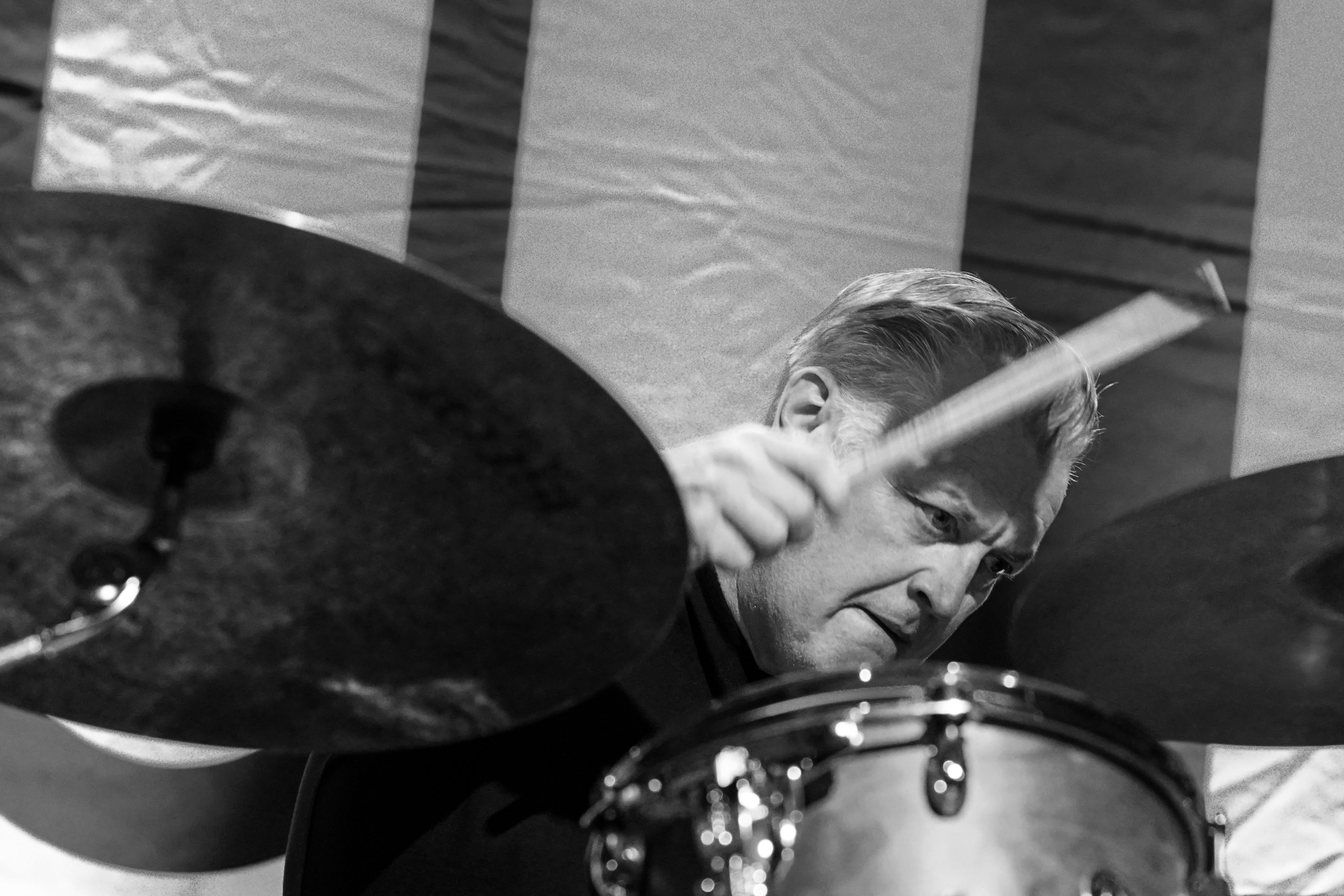
Jazzy Days
(Danmark 2018)

Joakim "Jocke" Ekberg, född 19 mars 1965 i Uppsala, är en svensk trummis. Han har bland annat spelat med Ernie Watts, Kjell Öhman, Kenny Barron, Bengt Hallberg, Georgie Fame, Scott Hamilton, Jojje Wadenius, Anders Paulsson, Arne Domnérus, Putte Wickman och Kalle Moraeus. 
Han är också pedagog och  undervisar sedan 1993 på musikhögskolan i Piteå samt Framnäs folkhögskola i trumset, metodik, ensemble, instrumentalt gehör med mera. 
Ekberg arbetar inte bara i Sverige utan har även varit verksam i USA, Japan, Kina, Norge, Nederländerna, Finland och Danmark m.m.

## Trio X
Jocke Ekberg har bortsett från sin karriär som frilansmusiker även en fast anställning på Musik i Uppland där han spelar i ett band som heter Trio X. Trio X, är en improvisationsgrupp bildad 2002 bestående av Lennart Simonsson (piano), Per V Johansson (bas) och Joakim Ekberg (trummor). Gruppen är verksam som en fast ensemble inom länsmusiken i Uppsala län, Musik i Uppland, som finansieras av landstinget. Trio X har givit ut flera skivor, In dulci jubilo (2003), Trio X of Sweden (2005) och Live at Fasching (2007). Gruppen har framträtt med bland andra Svante Henryson, Orphei Drängar, Meta Roos, Bengan Janson och Lembit Saarsalu.

## Diskografi (Urval)
- 2003 - In dulci jubilo
- 2003 - Soft Winds
- 2005 - Trio X of Sweden
- 2006 - Cakewalk (In The Spirit of Oscar)
- 2007 - Trio X+ Agnas Bros (Live at Fasching)
- 2008 - Easy Does It (In The Spirit of Oscar)
- 2011 - Kjell Öhman with Friends Christmas
- 2013 - Organ Jazz 'N Soul Group: Slow But Fast